# پیووتسی
پیووتسی (به بلغاری: Peyovtsi) یک منطقهٔ مسکونی در بلغارستان است که در شهرستان گابروو واقع شده‌است.